# William J. McRoberts
William John McRoberts est un homme d'affaires et politique américain, mort à Brooklyn le 25 septembre 1933.

## Biographie
Agé d'environ 16 ans, il émigre aux États-Unis et s'installe à New York. En 1876, il fonde McRoberts Protective Agency, une société de sécurité privée qui offre initialement aux compagnies maritimes une protection contre le vol des cargaisons qui transitent par le port de New York. En 1893, il s'installe à Brooklyn. Par la suite, il dirige également une compagnie maritime et une entreprise de sous-traitance. Il épouse Catherine Louise Getshow, avec laquelle il a quatre enfants.
En novembre 1913, McRoberts est élu en tant que progressiste, avec l'approbation républicaine, à l'Assemblée de l'État de New York (Kings Co., 9e D.). McRoberts recueilli 7 190 voix, battant le démocrate sortant Frederick S. Burr qui recueilli 5 589 voix. McRoberts est membre de la 137e législature de l'État de New York en 1914.